# Вилятково
Вилятково (пол. Wylatkowo, нім. Waldfelden) — село в Польщі, у гміні Повідз Слупецького повіту Великопольського воєводства.
Населення — 205 осіб (2011).
У 1975-1998 роках село належало до Конінського воєводства.

## Демографія
Демографічна структура станом на 31 березня 2011 року:
|          | Загалом | Допрацездатний вік | Працездатний вік | Постпрацездатний вік |
| -------- | ------- | ------------------ | ---------------- | -------------------- |
| Чоловіки | 105     | 18                 | 73               | 14                   |
| Жінки    | 100     | 16                 | 54               | 30                   |
| Разом    | 205     | 34                 | 127              | 44                   |